# Historia postal de Colombia

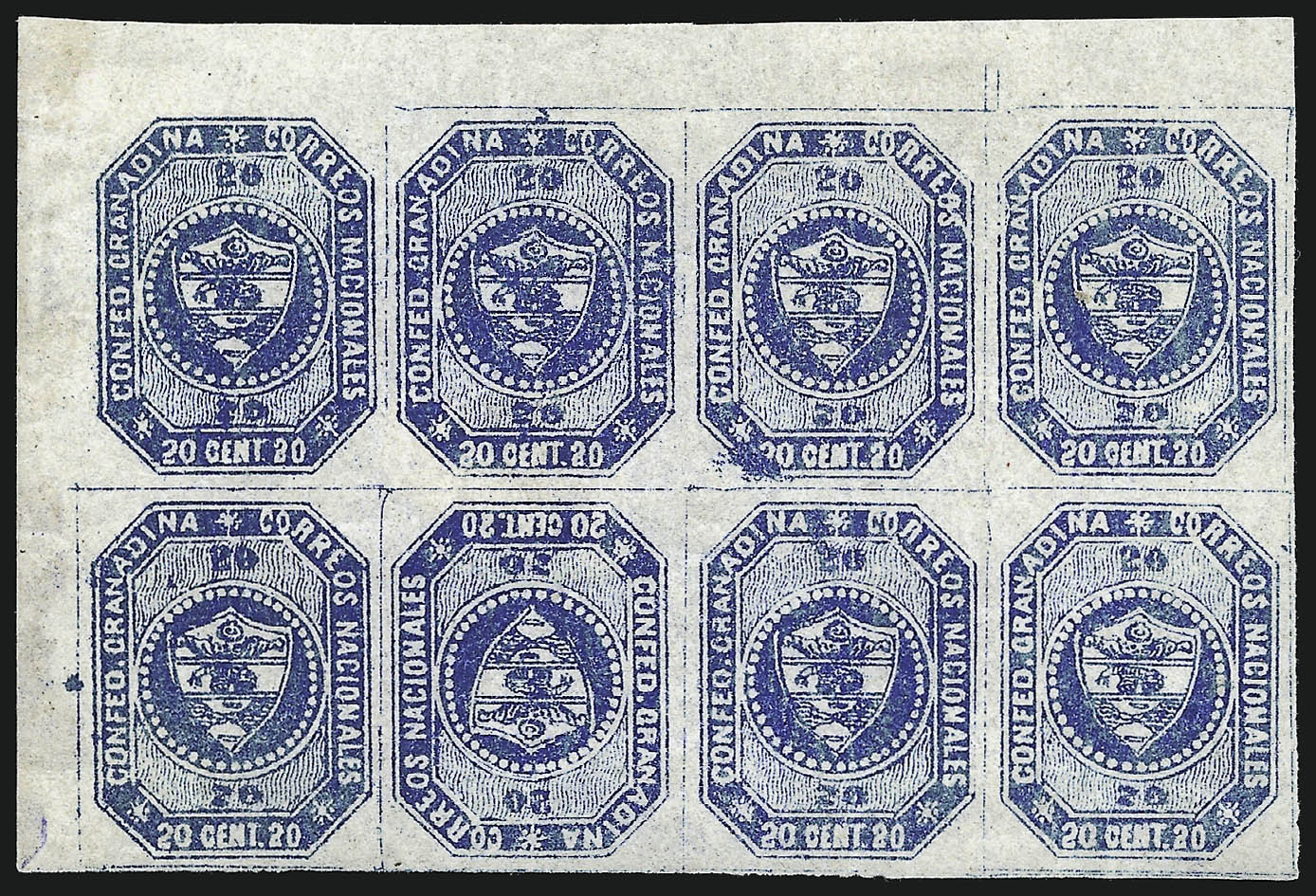
Confederación Granadina, 1859 20c azul. Piedra A, Posiciones 1-4, 12-15, bloque de ocho con márgenes de hoja en la esquina superior izquierda, que contiene la transferencia invertida, Posición 13, formando un múltiple tete-beche con sellos contiguos.

Colombia es un país del noroeste de América del Sur. Colombia limita con Venezuela, Brasil, Ecuador, Perú, Panamá y el Mar Caribe y el Océano Pacífico. Con una población de más de 45 millones de personas, Colombia tiene la segunda población más grande de América del Sur, después de Brasil. Su capital es Bogotá.

## Periodo colonial
En 1514, Lorenzo Galíndez de Carvajal mediante real cédula fue nombrado con el título hereditario y deberes de Correo Mayor de Indias y tierras por descubrir. El Correo Mayor representaba a la oficina del director general de Correos. Pasaron muchos años antes de que un descendiente de Carvajal llegara a Lima (Perú) para asumir el cargo. Establecieron un servicio postal en el Perú y parte de lo que hoy es Ecuador, utilizando los antiguos mensajeros incas, los chasquis, así como las rutas existentes (Cápac Ñam o red vial incaica). Las referencias muestran que los funcionarios del Correo Mayor no comenzaron a operar en territorio colombiano hasta 1717. La vigencia del Correo Mayor terminó en 1768, cuando la Corona española retomó el monopolio de los servicios postales y nombró a José Antonio de Pando Director General de Correos de los Virreinatos del Perú y Nueva Granada.
Un conjunto muy detallado y preciso de normas sobre cómo debería funcionar un sistema postal, ahora conocido como el Manuscrito Pando, se utilizó hasta aproximadamente 1822, cuando el General Santander estableció nuevas rutas y tarifas en la nueva República de Colombia. Sin embargo, existen registros de cartas y correo desde 1534, cartas enviadas al Consejo de Indias por los primeros conquistadores. Desde ese momento hasta bien entrado el siglo XVIII, el correo se transportaba dentro del país, pero los chasquis lo organizaban de forma privada. Estas cartas contienen marcas manuscritas como "Por chasqui", "En sus manos" o "Por un amigo", términos utilizados hasta bien entrado el siglo XIX. Las primeras marcas postales fueron introducidas por Pando ya en 1771.

## Estados Unidos de la Nueva Granada

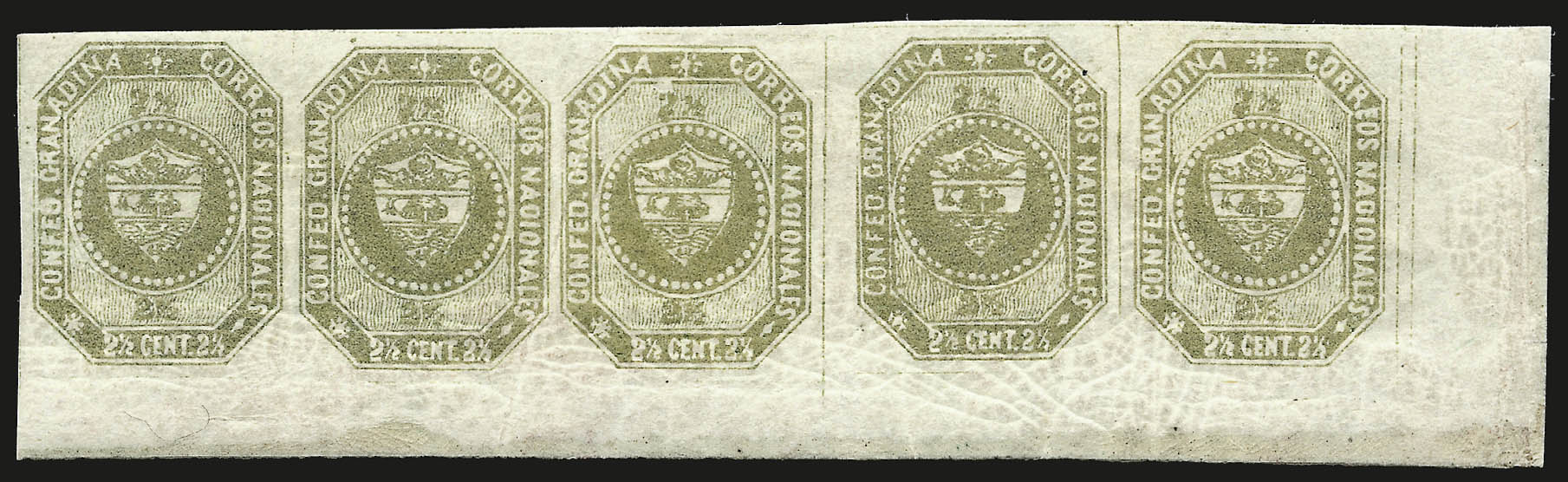
Primeras estampillas emitidos por la Confederación Granadina, 1859.

La Confederación Granadina fue una república federal de corta duración establecida en 1858 como resultado de un cambio constitucional que reemplazó a la República de la Nueva Granada. Comprende las naciones actuales de Colombia y Panamá. Fue reemplazado por los Estados Unidos de Colombia luego de otro cambio constitucional en 1861.

### Primeras estampillas
La primera estampilla de Colombia fue un timbre fiscal negro de 20 centavos emitido el 1 de septiembre de 1858.
El gobierno central de la Confederación Granadina, era el responsable de los servicios interestatales y todo el correo saliente y entrante hacia y desde otros países. A estos efectos, se emitieron sellos postales nacionales a partir de 1859, con la inscripción Confed. Granadina Correos Nacionales. En 1861, se emitió una serie de estampillas en cinco valores con la inscripción Confederación Granadina o Estados Unidos de la Nueva Granada.

## Estados Unidos de Colombia

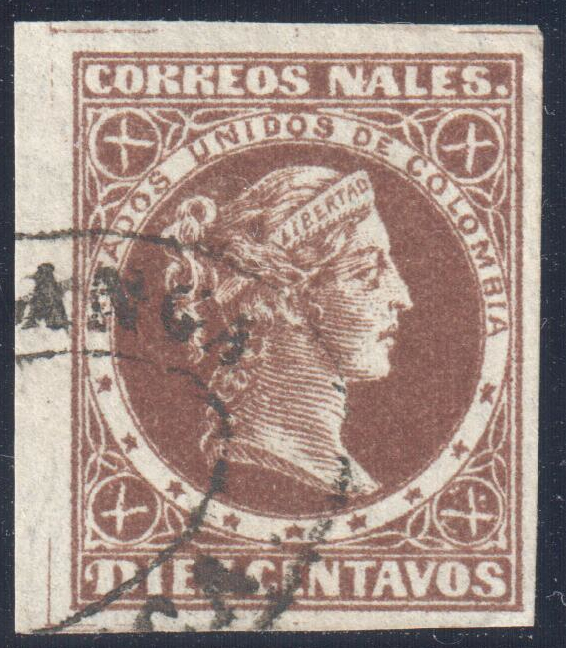
Estados Unidos de Colombia, estampilla de 10 centavos. 1877.

En 1861, los Estados Unidos de la Nueva Granada se convirtieron en los Estados Unidos de Colombia y se emitieron estampillas marcadas con Estados Unidos de Colombia hasta 1886.

## Estados de Colombia
Los Estados de Colombia existieron desde el 27 de febrero de 1855 en la República de la Nueva Granada y la Confederación Granadina, donde fueron llamados "estados federales". Durante la vigencia de los Estados Unidos de Colombia, se les llamó "estados soberanos". El Congreso de la Confederación de las Granadinas aprobó una ley el 3 de junio de 1859 que autorizaba a los estados soberanos a establecer sus propios servicios postales. En 1863, la república de los Estados Unidos de Colombia -que estaba integrada por ocho estados soberanos- confirmó y autorizó a estos estados operar sus propios servicios postales y emitir sellos postales. Estos solo eran válidos para gastos de envío dentro del estado, aunque se conocen algunos ejemplos de estampillas que se enviaron a otros estados e incluso a Europa.
Los estados soberanos de Colombia:
- Antioquia
- Bolívar
- Boyacá
- Cundinamarca
  - Tolima. El 12 de julio de 1861, luego de levantarse en armas contra el gobierno constitucional del presidente Mariano Ospina Rodríguez, el general Tomás Cipriano de Mosquera creó el Estado Soberano del Tolima, dividido del Estado Soberano de Cundinamarca
- Cauca
- Magdalena
- Panamá
- Santander

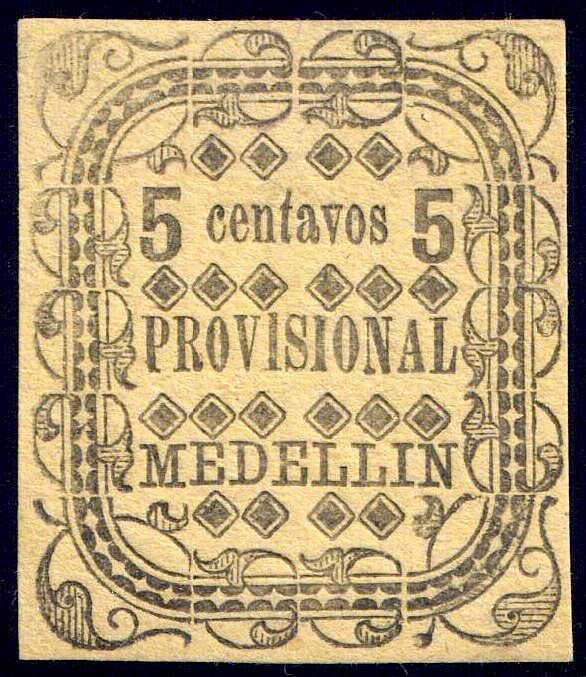
Antioquia 1888, 5c Edición Medellín
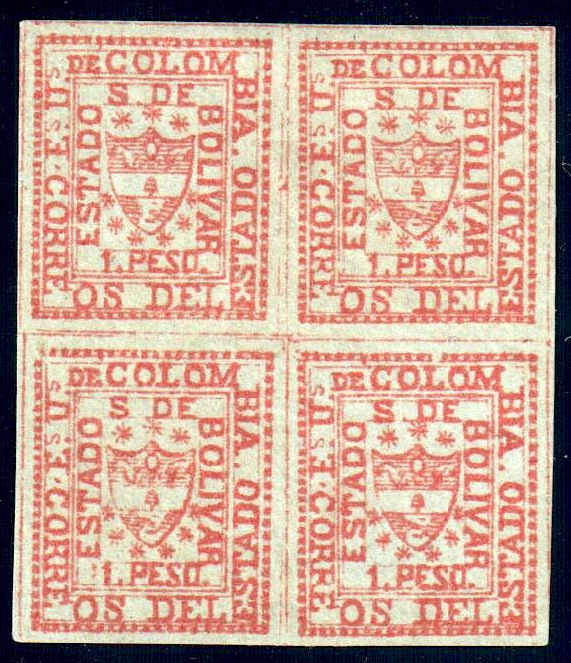
Bolívar 1863, 1 peso rojo, bloque de cuatro
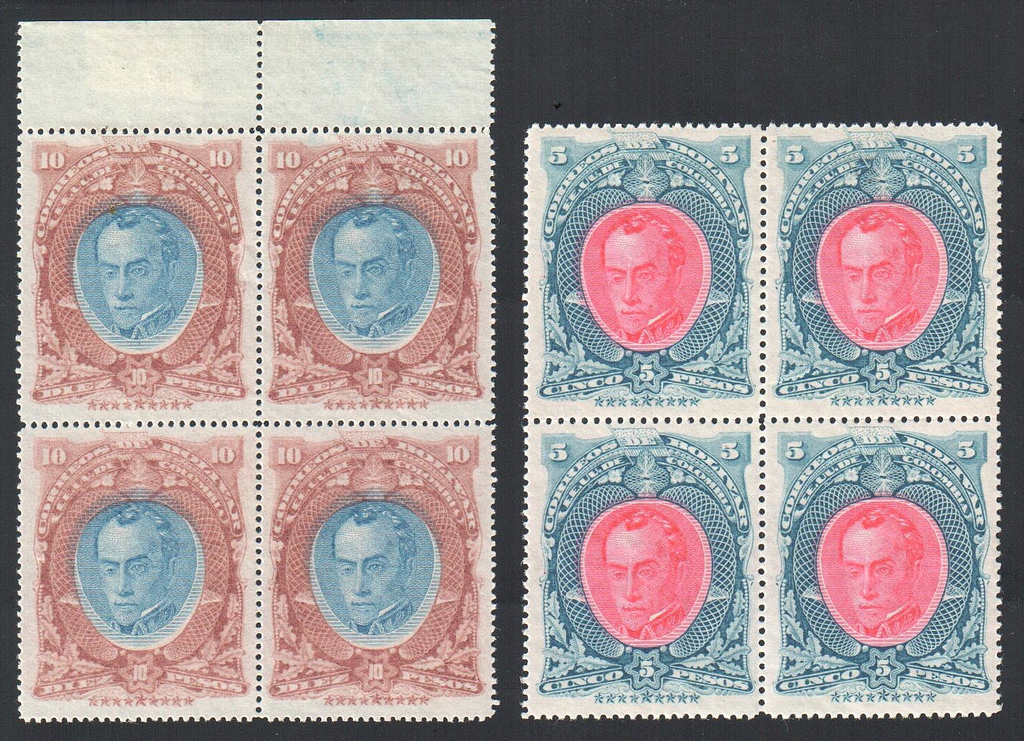
Bolívar 1882, 5 y 10 pesos
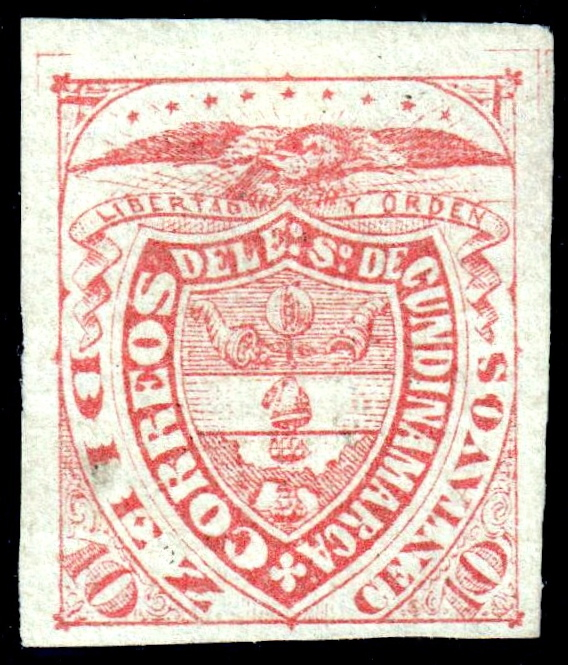
Cundinamarca 1877, 10c
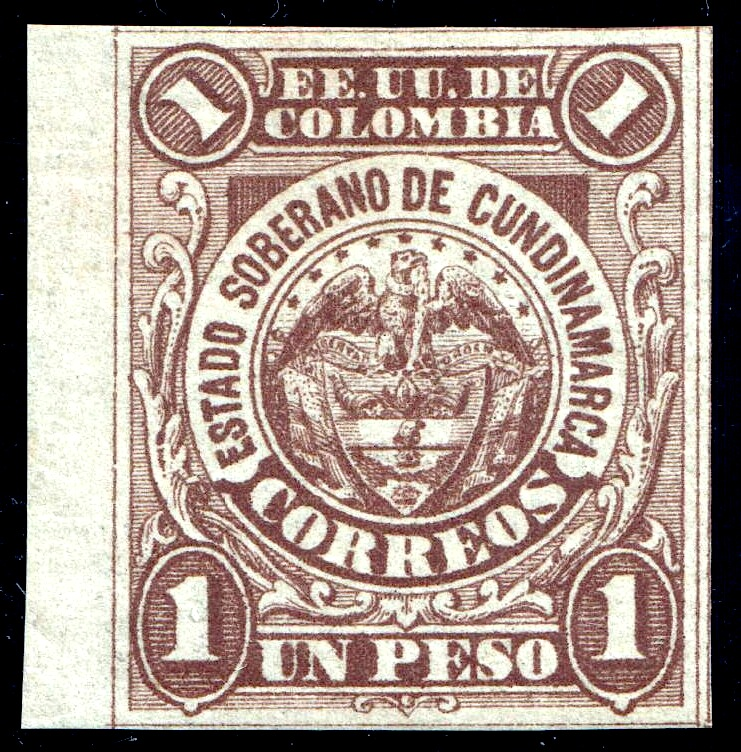
Cundinamarca 1882, 1 peso
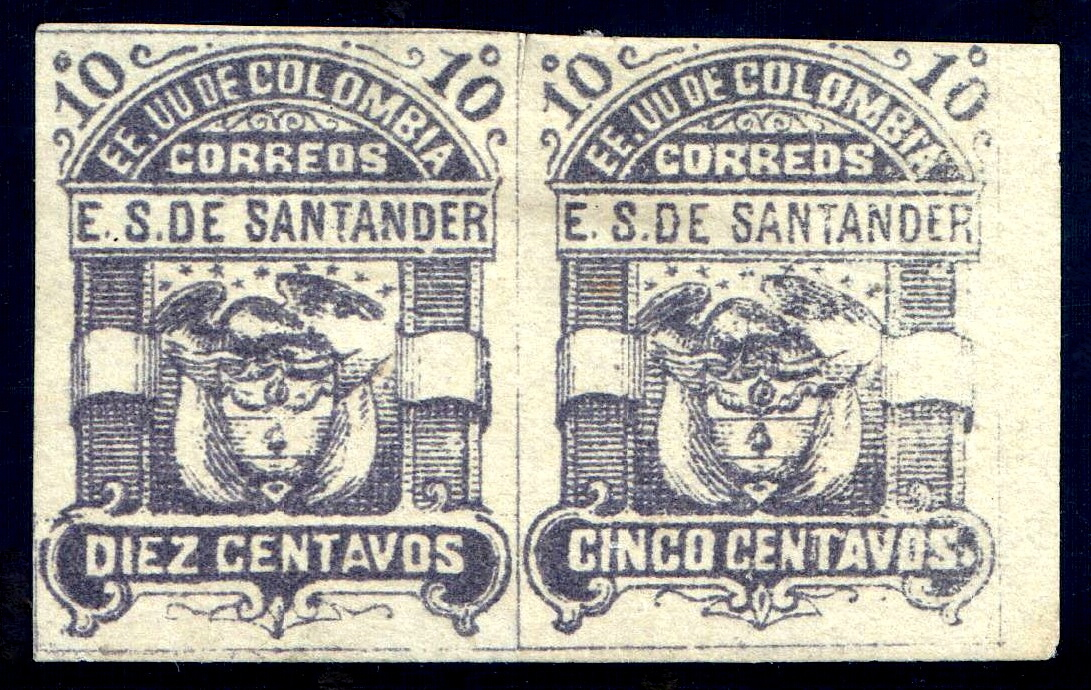
Santander 1886, par 10c con error de transferencia 'CINCO CENTAVOS'
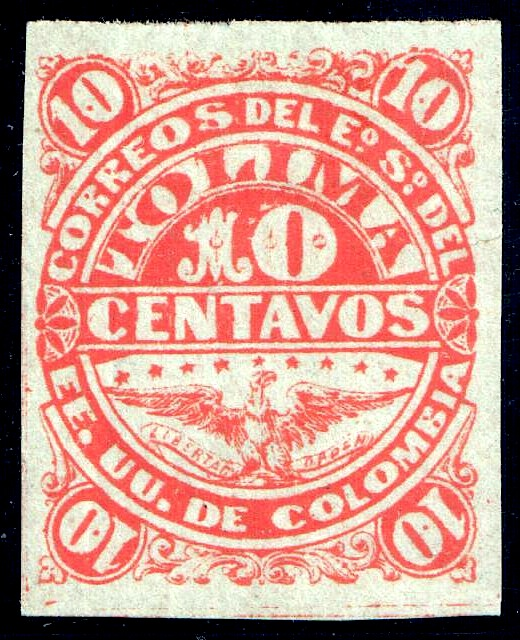
Tolima 1883, 10c

## República de Colombia

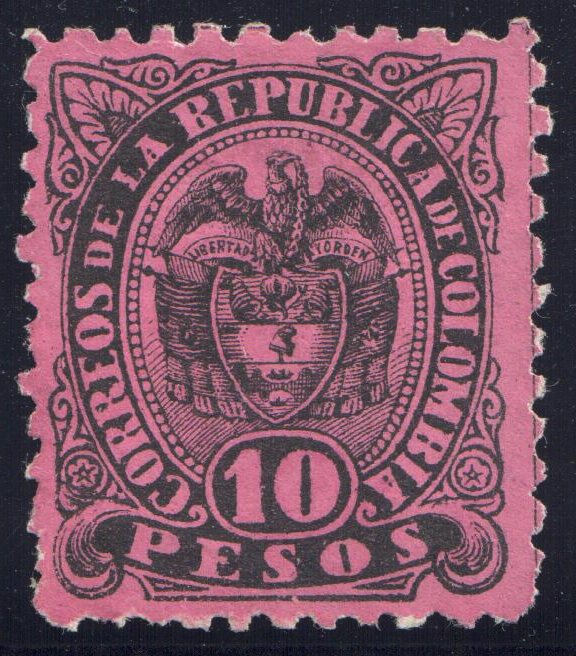
Estampilla de 10 pesos, 1888.

En 1886, la recién creada República de Colombia abolió los estados y dividió el país en departamentos. Sin embargo, los estados constituyentes de Colombia continuaron emitiendo estampillas por su cuenta hasta principios del siglo XX. Las estampillas emitidas por la República de Colombia fueron marcadas "República de Colombia", el cuarto cambio de nombre desde 1859, que posteriormente se cambiaría a Colombia.

## Servicio de correo de la Cámara de Comercio
La Cámara de Comercio de Cúcuta fue fundada alrededor del año 1890 como entidad sin fines de lucro del gobierno colombiano, adscrita al Ministerio de Industria, Comercio y Turismo. La Cámara organizó un servicio de correo denominado Correo del Comercio, servicio que operó entre 1890 y 1915. Este correo tenía como objetivo mejorar la comunicación entre las provincias de Santander y Venezuela y crear un acceso más rápido a la costa de Maracaibo. El correo se manejaba entre Cúcuta y el golfo de Maracaibo en Venezuela, que en ese momento tenía una comunicación marítima permanente con Europa y Norteamérica. La cámara nunca emitió sellos para este servicio, solo algunas etiquetas de registro. Se utilizaron sellos del sistema postal nacional a las tarifas oficiales de franqueo canceladas por sellos de mano con la inscripción “CORREO DEL COMERCIO”.

## Servicios de entrega privados
Junto a las instituciones nacionales y postales de los estados, existían servicios de entrega privados, de los cuales algunos usaban sus propios adhesivos. La base legal para esto se estableció el 27 de abril de 1859, cuando el Parlamento Colombiano de la Confederación declaró por ley que el Servicio Postal no debía ser el monopolio del gobierno central, sino que los gobiernos, las empresas e incluso los particulares colombianos debían formar parte de la misma. incluso en las mismas rutas postales establecidas por el Gobierno Central. Un total de 14 entidades emitieron estampillas para su servicio de correo privado, la mayor parte en las décadas de 1920 y 1930. En el siglo XIX existían dos servicios privados, el Correo Semanal de El Dorado de 1870, en el distrito de Guasca y el servicio de reparto OASM de Barranquilla de 1882.

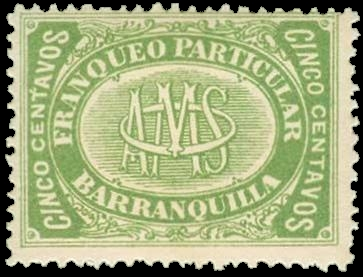
Estampilla de 1882 del correo privado de Barranquilla de Octavio Mora.

### Correo Semanal de El Dorado
Se creía que en el lago Siecha (en el municipio de Guasca del departamento de Cundinamarca), una laguna de difícil acceso ubicada a una altitud de más de 3000 metros, el pueblo muisca había escondido de los españoles el legendario tesoro de El Dorado. Enrique Urdaneta, ciudadano colombiano, se asoció con el ingeniero inglés George Crowther y adquirió en 1866 las acciones que les permitieron drenar el lago. El mítico tesoro nunca fue descubierto en este lago ni en ningún otro (como el lago Guatavita, Lago Parime).
Como la comunicación era difícil debido a la geografía, en 1868 se estableció un servicio de transporte privado. Este primer transportista privado colombiano prestaba el servicio de correo semanal de El Dorado, que transportaba correo desde la laguna Siecha hasta Bogotá, el cual duró hasta 1870. Se crearon adhesivos y se fijó el valor de los sellos postales en 1 real (10 centavos de peso), imprimiéndose en varios papeles disponibles: blanco liso, con rayas azules, con marcas de agua, azulado y verdoso, e incluso papel de cuaderno cuadriculado. Se desconoce el tamaño de la hoja, pero hay bloques de cuatro, algunos con pares tete-beche, pares horizontales y verticales, así como estampillas individuales. Se registraron diez portadas de uso postal entre marzo y el 16 de noviembre de 1870, todas relacionadas con el trabajo en el sitio de la laguna.

### Servicio de entrega OASM
Este servicio de entrega fue establecido en Barranquilla por Octavio A. S. Mora. Las cartas se recogían en la oficina de correos de Barranquilla, se les colocaba una de sus propias estampillas y se entregaban a los destinatarios previo pago del cargo de envío. El servicio tuvo un uso muy limitado a fines de 1882. Se conocen tres sellos privados OASM de 5 centavos diferentes en verde, marrón y negro, impresos por litografía en París.

## Filatelia colombiana
Desde la época colonial española hasta los tiempos modernos, la historia de Colombia ha estado marcada por los cambios políticos y la inestabilidad, que se ve reflejada en su historia filatélica. Las guerras civiles, las revueltas, la independencia de Panamá y la Guerra de los Mil Días, entre otros dieron como resultado material filatélico interesante para los coleccionistas. 
Algunas áreas populares son las siguientes:

### La era clásica
El 1 de septiembre de 1858, Colombia emitió su primera estampilla, que era un timbre fiscal de 20 centavos. Exactamente un año después, el 1 de septiembre de 1859, se pusieron a la venta los primeros sellos postales.  En ese momento Colombia se llamaba Confederación Granadina. La primera  serie de estampillas fue elaborada por los hermanos Celestino y Jerónimo Martínez quienes suscribieron el primer contrato para elaborarlas en la Confederación.  Los valores faciales fueron de 2 1/2, 5, 10, 20 centavos y 1 Peso.  La segunda emisión apareció en 1860 y la tercera en septiembre de 1861, bajo el nombre de Estados Unidos de Nueva Granada. La cuarta expedición siguió poco después, con la inscripción “Estados Unidos de Colombia”. Cuatro emisiones más completaron el período clásico en 1868, con un total de 42 sellos.
En ese momento, Colombia contaba con alrededor de 5 millones de habitantes, una gran cantidad de personas no sabían leer ni escribir, y las comunicaciones entre Colombia y el resto del mundo se limitaba a unas cuantas empresas comerciales. La ruta principal a los puertos era por barco a través del río Magdalena y se tardaba al menos dos semanas en llegar a la costa. El transporte del correo, así como su distribución, estaba en manos empresas contratadas por el gobierno. Las cantidades impresas fueron extremadamente pequeñas en comparación con cualquier otro país durante ese período. Por esto, las estampillas colombianas son hoy en día muy escasas. De los 42 sellos, solo se registran siete hojas completas, y con algunos sellos un par representa el múltiplo más grande conocido. Se han realizado varios intentos para reconstruir las hojas de sellos restantes, pero incluso después de 150 años esta tarea no ha sido completada. Luego, 39 de los 42 sellos se han falsificado, principalmente por la demanda de los coleccionistas y por las pequeñas cantidades impresas.

### Cancelaciones manuscritas y estampadas a mano
El Decreto de 1859, que organizó el servicio postal y determinó el uso de estampillas, establece que cuando no se dispusiera de sellos manuales, ya sean prefilatélicos o nuevos, los sellos fueron validados por el nombre del manuscrito del lugar de origen. Muchas ciudades más pequeñas no tenían una estampilla a la mano adecuada antes de la década de 1890, las ciudades que lo tenían usaban diferentes sellos a mano y varios colores de tinta.

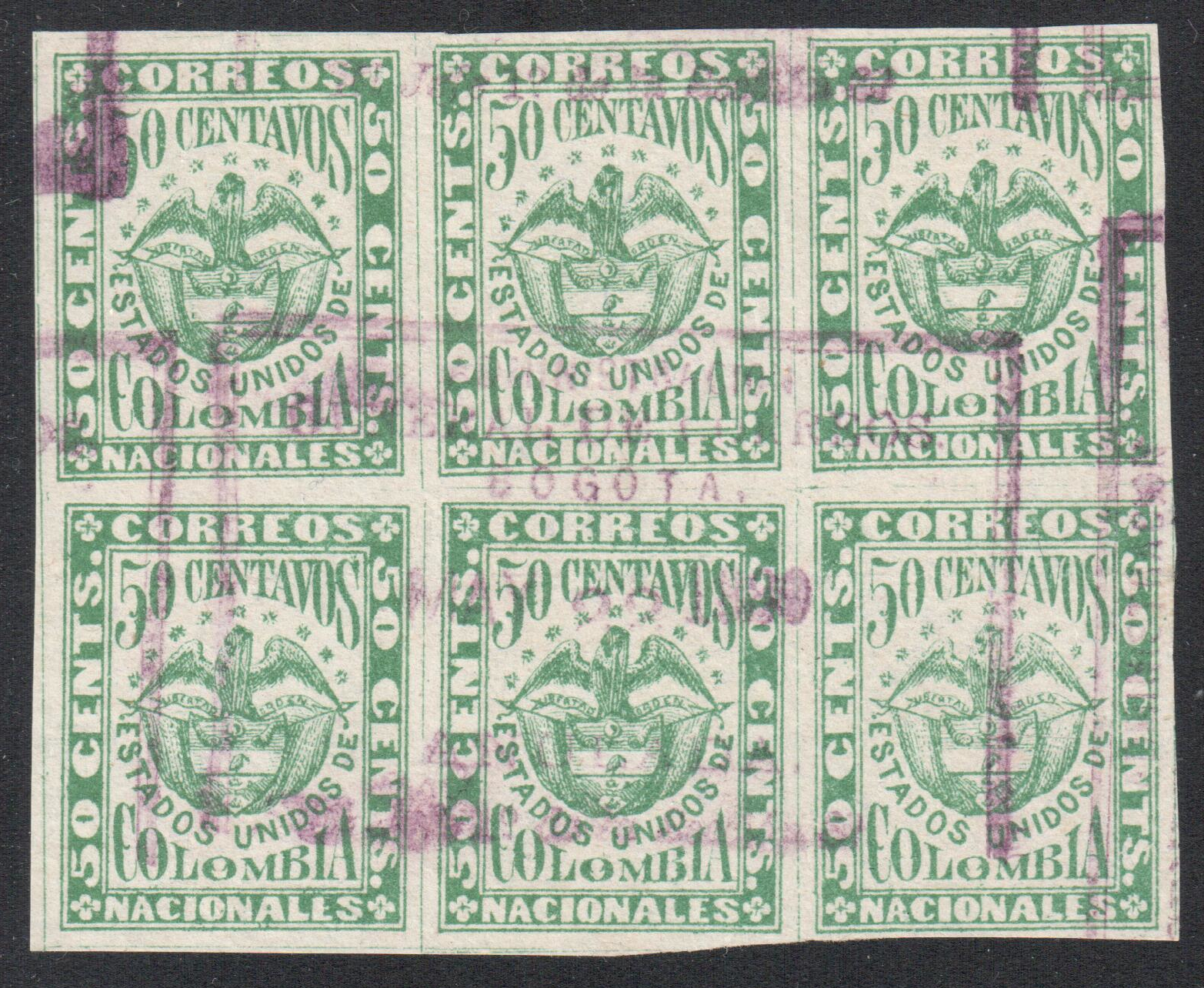
Colombia 1868, cuadra 50c, matasellos de ' Bogotá '
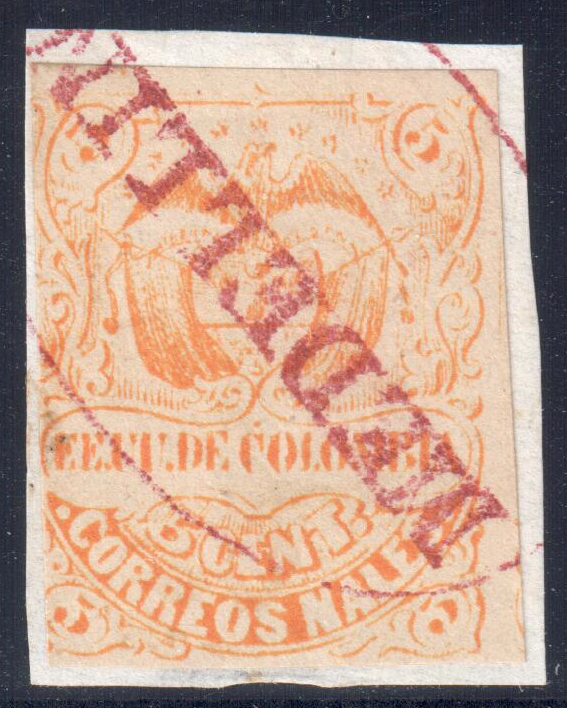
Colombia 1870, 5c, matasellos rojo de ' Medellín '
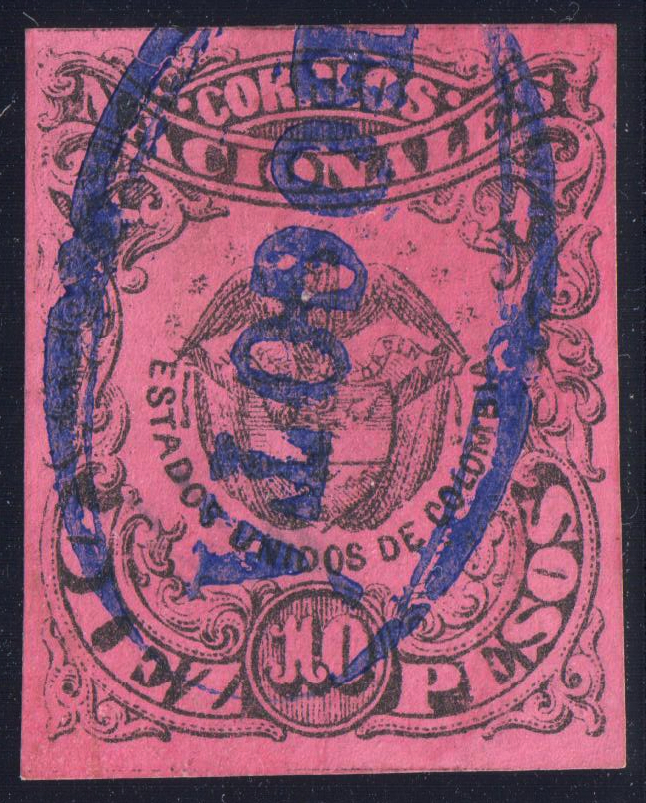
Colombia 1877, 10 pesos, matasellos azul de Bogotá
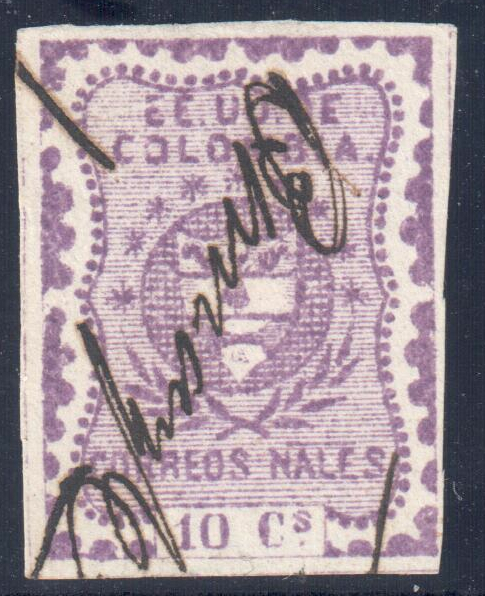
Colombia 1866, 10c lila, cancelación de manuscrito
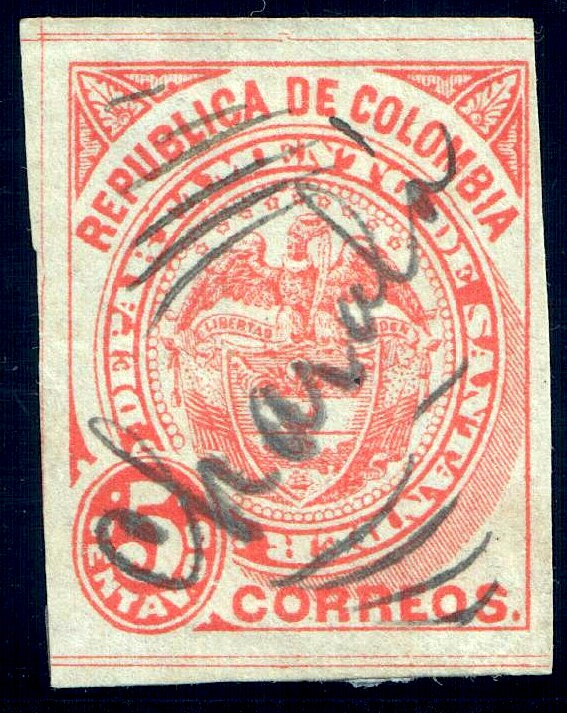
Santander 1887, 5c, cancelación manuscrita ' Charalá '.
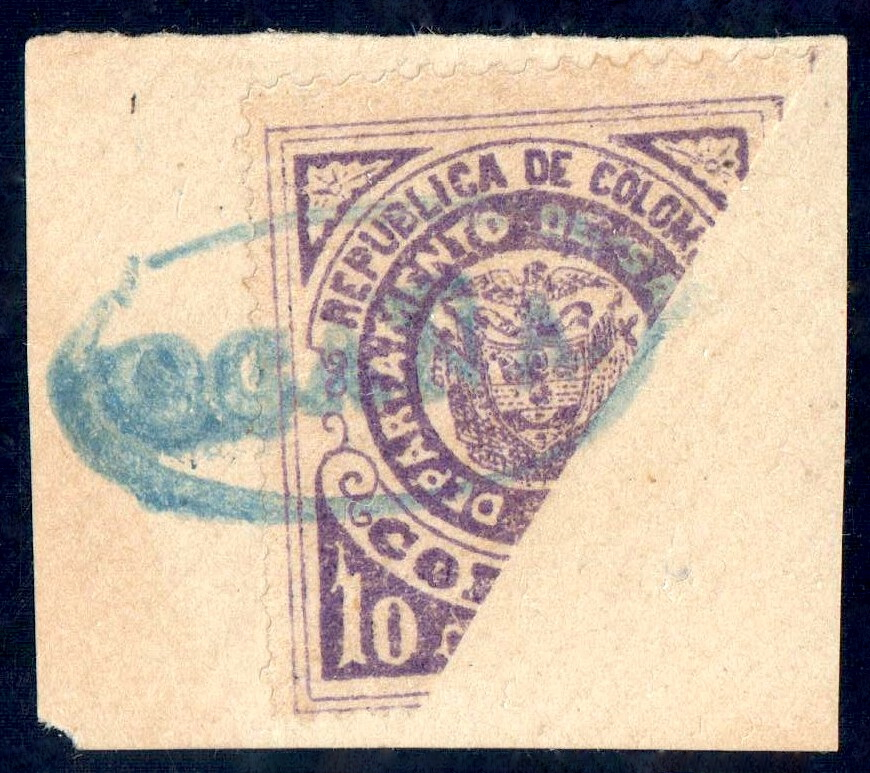
Santander 1889, bisecado 10c, matasellos de Ocaña
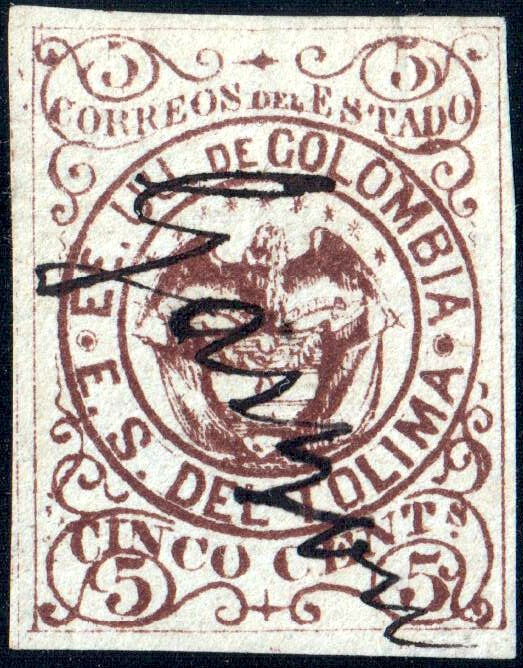
Tolima 1871, 5c marrón, manuscrito cancelado ' Garzón '